# Polen in Nederland
Met Polen in Nederland worden in Nederland wonende Polen, of Nederlanders van Poolse afkomst aangeduid.
Begin 2024 maakten de Polen 1,3% van de Nederlandse bevolking uit.

## Geschiedenis
Al aan het begin van de zeventiende eeuw vluchtten Asjkenazische Joden uit Polen naar de Nederlanden. Na het openen van de Limburgse mijnen, van 1907 tot begin jaren 1960, vestigden zich grote groepen Poolse mijnwerkers in Zuid-Limburg. Brunssum werd het centrum van de bloeiende Poolse kolonie. Hier vestigde zich de bond van Poolse verenigingen in het Dom Polski (Poolse huis) aan de Schinvelderstraat,  en werd in 1976 de folklore zang- en dansgroep Podlasie opgericht.
Tijdens de Tweede Wereldoorlog vochten de Poolse 1e Pantserdivisie van generaal Stanisław Maczek en de 1e Onafhankelijke Parachutistenbrigade van generaal Stanisław Sosabowski als onderdeel van de geallieerde troepen voor de bevrijding van Nederland. De eerste trok in de herfst van 1944 het zuiden van Nederland binnen en verdreef succesvol de Duitse bezetter. Vooral generaal Maczek is in de Nederlandse herinnering gebleven; hij bevrijdde Breda zonder de stad te beschadigen en met minieme burgerverliezen. Een veel moeilijker taak had de parachutistenbrigade van generaal Sosabowski, die in september 1944 bij Driel in het kader van Operatie Market Garden werd gedropt. Deze gewaagde militaire operatie slaagde niet in het beoogde einddoel, namelijk het veroveren en behouden van de verbinding over de Rijn te Arnhem. Wel werden steden in Noord-Brabant tijdens de opmars van grondtroepen daarheen bevrijd. Begraafplaatsen door heel Nederland herinneren aan de Poolse bevrijdingsinspanningen. Vele Poolse soldaten bleven na de oorlog in Nederland wonen.
In Breda en omgeving komen nog Poolse achternamen bij Nederlanders voor, dankzij de Poolse militairen die daar na de Bevrijding bleven, of weer vertrokken: een regionale bekendheid betreft Jos Koniuszek, verdienstelijk atleet, voormalig eigenaar van een plaatselijk bekende sportwinkel en tevens lokaal politicus te Breda: zijn vader was een militair uit de Poolse brigade in Breda 
Tijdens de opkomst van Solidarność begin jaren tachtig en de daaropvolgende versoepeling van de uitreismogelijkheden, kwam wederom een groep (meestal hoogopgeleide) Polen naar Nederland. Vooral na het uitroepen van de staat van beleg door generaal Jaruzelski bleven relatief veel Polen achter in Nederland.
Voor de toetreding van Polen tot de Europese Unie in 2004 waren al Polen werkzaam in Nederland. Een klein deel van de Polen had historisch een dubbele nationaliteit en was daardoor in het bezit van een Duits paspoort dat het mogelijk maakt legaal in lidstaten te werken .
Sinds de toetreding van Polen tot de Europese Unie in 2004 vestigen steeds meer Polen zich in Nederland. Ze werken meestal in de landbouw, logistiek of de bouw, maar ook als au pair, verpleegkundige of in de horeca. Werkgevers zijn positief over het arbeidsethos en de lage loonkosten van Poolse werknemers. Verspreid over het zuiden en westen van Nederland zijn Poolse cafés en kleine Poolse supermarkten geopend. Winkels van supermarktketens in met name het Westland, Limburg en de grote steden hebben (een schap met) een assortiment Poolse producten. Polen blijken het Nederlands relatief snel op te pikken als ze eenmaal besloten hebben dat ze in Nederland blijven wonen. Herhaalde anekdotes over overlast door dronken Polen zijn niet in die mate terug te vinden in de politiecijfers. Desondanks meende de Partij voor de Vrijheid dat het nodig was om een 'Polenmeldpunt' in te stellen. Er bleek weinig belangstelling voor. Een aantal werkgevers verzorgt de huisvesting van hun Poolse werknemers, vaak op campings. In december 2007 werd hiertoe in Wateringen het eerste Polenhotel in gebruik genomen.

## Demografie
| Jaar | Aantal  |
| ---- | ------- |
| 1999 | 5.906   |
| 2004 | 7.431   |
| 2009 | 35.499  |
| 2014 | 85.785  |
| 2019 | 185 497 |

In totaal verblijven circa 250.000 mensen van Poolse herkomst in Nederland.
In juni 2016 waren 150.000 mensen van Poolse herkomst in Nederland ingeschreven als inwoner. Hierbij zijn 120.000 (eerste-generatie-)immigranten en 30.000 mensen die in Nederland geboren zijn met minstens een Poolse ouder. De Polen vormen hiermee de tweede grootste groep buitenlandse EU-burgers in het land (na de Duitsers) en de zesde grootste groep van allochtone herkomst in het algemeen.
Naast 160.000 ingeschrevenen in januari 2017 zijn ook circa 90.000 mensen van Poolse herkomst werkzaam in Nederland en alleen ingeschreven als niet-ingezetene in de Basisregistratie Personen.
In absolute cijfers heeft Den Haag, met bijna 12.000, het grootste aantal Poolse ingezetenen. Het aandeel Polen in het bevolkingsregister is echter het hoogst in Zeewolde (4,3%). Door het ontbreken van niet-ingezetenen in deze cijfers kan een gemeente echter een hoger aantal of percentage inwoners van Poolse herkomst hebben. Ook onderlinge vergelijkingen tussen gemeentes kunnen om die reden spaaklopen.

## Nederlanders van Poolse afkomst
- Milo Anstadt, journalist, schrijver, regisseur
- Sera Anstadt, schrijfster
- Urszula Antoniak, regisseuse, Gouden Kalf 2009
- Johann Bachstrom, schrijver
- Olav Basoski, dj
- Maarten Brzoskowski, zwemmer
- Crypsis (dj), hardstyle-dj en producer
- Arend Dickmann, een Poolse zeeheld, van Nederlandse afkomst, die admiraal werd in de Poolse marine
- Dore van Duivenbode, auteur en journaliste
- Wiktor Eckhaus, wiskundige
- Moshe Ze'ev Flinker, dagboekschrijver en slachtoffer van de Holocaust
- Paul Godwin, musicus en dirigent
- Gia Koka, zangeres
- Redbad Klijnstra-Komarnicki, acteur en toneelregisseur
- Christoffel Lubieniecki, kunstschilder van de barok
- Kaz Lux, zanger
- Johannes Maccovius, theoloog
- Winfried Maczewski, koordirigent
- Bruno Majcherek, volkszanger
- Theo Majofski, toneelspeler, zanger en theaterdirecteur
  - Anna Maria Engelina Majofski, toneelspeelster
  - Jacoba Maria Majofski, toneelspeelster
- Tatjana Maul, model, blogger en televisiepresentatrice, Miss Nederland 2013
- Alan Michael, zanger, songwriter en producer
- Jan Minkiewicz, publicist en vertaler
- Mr. Polska, rapper
- Piotr Parzyszek, voetballer
- Michael Pilarczyk, mediaondernemer, schrijver, spreker en presentator
- Hendrik George de Perponcher Sedlnitsky, militair en diplomaat
- Queeny Rajkowski, politica, Tweede Kamer 2021
- Johanna Rafalowicz, beter bekend als Ann Burton, jazz-zangeres
- Eddy Sobczak, voetballer
- Ramses Shaffy, chansonnier en acteur
- Victor Sikora, voetballer
- Josha Stradowski, acteur
- Abraham Tuschinski, bioscoopexploitant
- Harry Vanda, muzikant en producer
- Halina Zalewska, beeldend kunstenaar

## Aantal Ingezetenen[19]
| Aantal Poolse Ingezetenen per provincie 2021 |         |      |
| -------------------------------------------- | ------- | ---- |
| Zuid-Holland                                 | 62.676  |      |
| Noord-Brabant                                | 48.774  |      |
| Noord-Holland                                | 29.951  |      |
| Limburg                                      | 17.435  |      |
| Gelderland                                   | 15.618  |      |
| Utrecht                                      | 8.449   |      |
| Flevoland                                    | 8.079   |      |
| Overijssel                                   | 6.862   |      |
| Zeeland                                      | 4.502   |      |
| Groningen                                    | 2.588   |      |
| Friesland                                    | 2.283   |      |
| Drenthe                                      | 2.061   |      |
| Totaal Nederland                             | 209.278 | 1,2% |

| Zuid-Holland           | 49.407 |
| ---------------------- | ------ |
| Den Haag               | 13.078 |
| Rotterdam              | 9107   |
| Westland               | 3551   |
| Dordrecht              | 1994   |
| Schiedam               | 1884   |
| Alphen aan den Rijn    | 1640   |
| Noordwijk              | 1353   |
| Vlaardingen            | 1342   |
| Gouda                  | 992    |
| Leiden                 | 981    |
| Delft                  | 954    |
| Zoetermeer             | 906    |
| Hillegom               | 685    |
| Katwijk                | 639    |
| Nissewaard             | 613    |
| Capelle aan den IJssel | 578    |
| Maassluis              | 572    |
| Rijswijk               | 567    |
| Leidschendam-Voorburg  | 486    |
| Waddinxveen            | 482    |
| Teylingen              | 468    |
| Lisse                  | 438    |
| Nieuwkoop              | 413    |
| Kaag en Braassem       | 404    |
| Lansingerland          | 361    |
| Bodegraven-Reeuwijk    | 335    |
| Zuidplas               | 296    |
| Goeree-Overflakkee     | 286    |
| Gorinchem              | 283    |
| Pijnacker-Nootdorp     | 269    |
| Hoeksche Waard         | 262    |
| Hellevoetsluis         | 254    |
| Krimpenerwaard         | 241    |
| Zwijndrecht            | 226    |
| Leiderdorp             | 223    |
| Ridderkerk             | 216    |
| Molenlanden            | 178    |
| Wassenaar              | 177    |
| Barendrecht            | 169    |
| Papendrecht            | 158    |
| Brielle                | 158    |
| Oegstgeest             | 153    |
| Voorschoten            | 146    |
| Midden-Delfland        | 101    |
| Sliedrecht             | 97     |
| Hendrik-Ido-Ambacht    | 89     |
| Hardinxveld-Giessendam | 85     |
| Albrandswaard          | 72     |
| Westvoorne             | 67     |
| Krimpen aan den IJssel | 65     |
| Zoeterwoude            | 55     |
| Alblasserdam           | 35     |

| Noord-Brabant                 | 35.669 |
| ----------------------------- | ------ |
| Tilburg                       | 4552   |
| Eindhoven                     | 3324   |
| Helmond                       | 3107   |
| Breda                         | 2090   |
| Oss                           | 1682   |
| Meierijstad                   | 1527   |
| Roosendaal                    | 1507   |
| Waalwijk                      | 1106   |
| Den Bosch                     | 899    |
| Steenbergen                   | 791    |
| Bergen op Zoom                | 749    |
| Gemert-Bakel                  | 686    |
| Heusden                       | 668    |
| Zundert                       | 645    |
| Oosterhout                    | 626    |
| Uden                          | 610    |
| Someren                       | 583    |
| Etten-Leur                    | 581    |
| Boxtel                        | 517    |
| Asten                         | 516    |
| Bernheze                      | 447    |
| Moerdijk                      | 439    |
| Best                          | 429    |
| Halderberge                   | 400    |
| Woensdrecht                   | 374    |
| Deurne                        | 367    |
| Dongen                        | 360    |
| Altena                        | 348    |
| Drimmelen                     | 345    |
| Veldhoven                     | 321    |
| Geldrop-Mierlo                | 294    |
| Loon op Zand                  | 292    |
| Cranendonck                   | 275    |
| Rucphen                       | 271    |
| Bladel                        | 257    |
| Cuijk                         | 252    |
| Boekel                        | 250    |
| Gilze en Rijen                | 238    |
| Laarbeek                      | 213    |
| Valkenswaard                  | 211    |
| Sint-Michielsgestel           | 173    |
| Boxmeer                       | 170    |
| Bergeijk                      | 169    |
| Geertruidenberg               | 154    |
| Heeze-Leende                  | 152    |
| Landerd                       | 152    |
| Reusel-De Mierden             | 146    |
| Alphen-Chaam                  | 125    |
| Oisterwijk                    | 117    |
| Haaren                        | 114    |
| Waalre                        | 113    |
| Son en Breugel                | 111    |
| Vught                         | 108    |
| Eersel                        | 99     |
| Grave                         | 94     |
| Mill en Sint Hubert           | 90     |
| Hilvarenbeek                  | 87     |
| Oirschot                      | 84     |
| Nuenen, Gerwen en Nederwetten | 78     |
| Sint Anthonis                 | 69     |
| Goirle                        | 66     |
| Baarle-Nassau                 | 49     |

| Noord-Holland  | 24.596 |
| -------------- | ------ |
| Amsterdam      | 5.146  |
| Haarlemmermeer | 1828   |
| Haarlem        | 1436   |
| Zaanstad       | 1273   |
| Medemblik      | 1187   |
| Hoorn          | 1076   |
| Beverwijk      | 973    |
| Aalsmeer       | 953    |
| Hollands Kroon | 934    |
| Velsen         | 913    |
| Hilversum      | 907    |
| Uithoorn       | 808    |
| Amstelveen     | 663    |
| Alkmaar        | 611    |
| Heerhugowaard  | 542    |
| Stede Broec    | 541    |
| Drechterland   | 442    |
| Enkhuizen      | 427    |
| Schagen        | 383    |
| Purmerend      | 323    |
| Gooise Meren   | 304    |
| Den Helder     | 296    |
| Heemskerk      | 269    |
| Zandvoort      | 241    |
| Diemen         | 218    |
| Koggenland     | 217    |
| Huizen         | 165    |
| Opmeer         | 162    |
| Wijdemeren     | 122    |
| Weesp          | 109    |
| Langedijk      | 109    |
| Edam-Volendam  | 104    |
| Heemstede      | 98     |
| Castricum      | 97     |
| Bloemendaal    | 87     |
| Texel          | 86     |
| Heiloo         | 80     |
| Bergen         | 74     |
| Wormerland     | 69     |
| Waterland      | 68     |
| Uitgeest       | 60     |
| Ouder-Amstel   | 57     |
| Laren          | 35     |
| Landsmeer      | 34     |
| Oostzaan       | 30     |
| Blaricum       | 25     |
| Beemster       | 14     |

| Limburg                | 13.273 |
| ---------------------- | ------ |
| Venlo                  | 2327   |
| Horst aan de Maas      | 1405   |
| Venray                 | 1150   |
| Heerlen                | 1055   |
| Peel en Maas           | 799    |
| Maastricht             | 741    |
| Sittard-Geleen         | 704    |
| Roermond               | 684    |
| Weert                  | 627    |
| Kerkrade               | 498    |
| Leudal                 | 492    |
| Brunssum               | 352    |
| Echt-Susteren          | 334    |
| Landgraaf              | 299    |
| Roerdalen              | 254    |
| Nederweert             | 224    |
| Beekdaelen             | 200    |
| Vaals                  | 160    |
| Maasgouw               | 159    |
| Bergen                 | 122    |
| Beesel                 | 94     |
| Eijsden-Margraten      | 87     |
| Gennep                 | 83     |
| Stein                  | 72     |
| Valkenburg aan de Geul | 64     |
| Voerendaal             | 61     |
| Gulpen-Wittem          | 58     |
| Meerssen               | 55     |
| Simpelveld             | 50     |
| Onderbanken            | 42     |
| Mook en Middelaar      | 21     |

| Gelderland        | 11.214 |
| ----------------- | ------ |
| Arnhem            | 921    |
| Maasdriel         | 791    |
| Apeldoorn         | 697    |
| Nijmegen          | 667    |
| Zaltbommel        | 571    |
| Tiel              | 567    |
| Ede               | 481    |
| Nijkerk           | 459    |
| Harderwijk        | 423    |
| West Betuwe       | 396    |
| Buren             | 295    |
| Putten            | 292    |
| Culemborg         | 209    |
| Neder-Betuwe      | 206    |
| Lingewaard        | 203    |
| Barneveld         | 202    |
| Overbetuwe        | 199    |
| Wijchen           | 198    |
| West Maas en Waal | 188    |
| Oldebroek         | 187    |
| Wageningen        | 183    |
| Doetinchem        | 180    |
| Ermelo            | 177    |
| Epe               | 169    |
| Zutphen           | 159    |
| Rheden            | 152    |
| Berg en Dal       | 143    |
| Berkelland        | 139    |
| Montferland       | 135    |
| Winterswijk       | 133    |
| Zevenaar          | 120    |
| Renkum            | 112    |
| Oude IJsselstreek | 110    |
| Druten            | 106    |
| Scherpenzeel      | 98     |
| Nunspeet          | 89     |
| Duiven            | 88     |
| Elburg            | 86     |
| Beuningen         | 78     |
| Heumen            | 73     |
| Aalten            | 71     |
| Lochem            | 64     |
| Oost Gelre        | 62     |
| Bronckhorst       | 59     |
| Brummen           | 57     |
| Westervoort       | 53     |
| Doesburg          | 35     |
| Voorst            | 32     |
| Heerde            | 30     |
| Hattem            | 20     |
| Rozendaal         | 2      |

| Utrecht             | 6797 |
| ------------------- | ---- |
| Utrecht             | 1625 |
| Amersfoort          | 646  |
| Nieuwegein          | 535  |
| Bunschoten          | 521  |
| De Ronde Venen      | 419  |
| Stichtse Vecht      | 378  |
| Zeist               | 332  |
| Veenendaal          | 312  |
| Woerden             | 275  |
| Utrechtse Heuvelrug | 221  |
| Soest               | 194  |
| IJsselstein         | 178  |
| Houten              | 159  |
| De Bilt             | 133  |
| Lopik               | 107  |
| Baarn               | 106  |
| Oudewater           | 98   |
| Vianen              | 93   |
| Rhenen              | 91   |
| Montfoort           | 76   |
| Bunnik              | 59   |
| Renswoude           | 59   |
| Wijk bij Duurstede  | 58   |
| Leusden             | 55   |
| Woudenberg          | 45   |
| Eemnes              | 22   |

| Flevoland       | 5644 |
| --------------- | ---- |
| Almere          | 1729 |
| Zeewolde        | 1122 |
| Lelystad        | 1066 |
| Noordoostpolder | 1047 |
| Dronten         | 649  |
| Urk             | 31   |

| Overijssel      | 5154 |
| --------------- | ---- |
| Enschede        | 812  |
| Almelo          | 673  |
| Deventer        | 647  |
| Zwolle          | 399  |
| Hengelo         | 301  |
| Steenwijkerland | 243  |
| Kampen          | 231  |
| Zwartewaterland | 210  |
| Hof van Twente  | 206  |
| Dalfsen         | 172  |
| Ommen           | 156  |
| Hardenberg      | 151  |
| Raalte          | 118  |
| Staphorst       | 102  |
| Oldenzaal       | 96   |
| Dinkelland      | 85   |
| Rijssen-Holten  | 83   |
| Borne           | 75   |
| Olst-Wijhe      | 69   |
| Losser          | 65   |
| Wierden         | 65   |
| Hellendoorn     | 62   |
| Twenterand      | 59   |
| Haaksbergen     | 45   |
| Tubbergen       | 29   |

| Zeeland            | 3689 |
| ------------------ | ---- |
| Terneuzen          | 643  |
| Vlissingen         | 533  |
| Reimerswaal        | 519  |
| Goes               | 297  |
| Tholen             | 283  |
| Sluis              | 280  |
| Borsele            | 253  |
| Schouwen-Duiveland | 232  |
| Hulst              | 195  |
| Middelburg         | 184  |
| Veere              | 109  |
| Kapelle            | 96   |
| Noord-Beveland     | 65   |

| Groningen           | 2215 |
| ------------------- | ---- |
| Groningen           | 798  |
| Oldambt             | 218  |
| Hoogezand-Sappemeer | 198  |
| Delfzijl            | 129  |
| Stadskanaal         | 107  |
| Leek                | 100  |
| Veendam             | 96   |
| Pekela              | 75   |
| Eemsmond            | 57   |
| Zuidhorn            | 56   |
| Vlagtwedde          | 48   |
| Bellingwedde        | 45   |
| Marum               | 38   |
| Haren               | 34   |
| Appingedam          | 33   |
| Slochteren          | 32   |
| De Marne            | 29   |
| Menterwolde         | 29   |
| Winsum              | 18   |
| Loppersum           | 12   |
| Bedum               | 8    |
| Ten Boer            | 8    |

| Friesland           | 1885 |
| ------------------- | ---- |
| Waadhoeke           | 407  |
| Leeuwarden          | 330  |
| De Friese Meren     | 271  |
| Zuidwest-Friesland  | 140  |
| Smallingerland      | 128  |
| Heerenveen          | 119  |
| Noordoost-Friesland | 105  |
| Harlingen           | 85   |
| Ooststellingwerf    | 79   |
| Weststellingwerf    | 74   |
| Opsterland          | 42   |
| Achtkarspelen       | 41   |
| Tietjerksteradeel   | 22   |
| Dantumadeel         | 13   |
| Schiermonnikoog     | 10   |
| Vlieland            | 7    |
| Ameland             | 6    |
| Terschelling        | 6    |

| Drenthe        | 1615 |
| -------------- | ---- |
| Emmen          | 535  |
| Hoogeveen      | 274  |
| Assen          | 238  |
| Midden-Drenthe | 101  |
| Coevorden      | 98   |
| Meppel         | 78   |
| Borger-Odoorn  | 58   |
| Noordenveld    | 53   |
| Aa en Hunze    | 48   |
| Tynaarlo       | 46   |
| Westerveld     | 43   |
| De Wolden      | 43   |